# Gerrit de Jager
Gerrit de Jager né le 2 septembre 1954 à Amsterdam (Pays-Bas) est un auteur de bande dessinée néerlandais.

## Prix et distinctions
- 1987 : Prix Stripschap pour l'ensemble de son œuvre

## Publications
- Aristote et ses potes (Éditions Dupuis) :

1. Service compris (1986)
2. Le cas chat (1987)
3. Fast food (1989)
4. TGV (1991)
5. Bon appétit (1991)
6. Sept petits diables (1992)
7. Incognito (1993)
8. Aristote et ses potes se mettent au vert (1994)
9. C'est l'enfer (1995)

- Et Dieu créa Eve (Éditions Albin Michel) :

1. ah oui, et Adam aussi (1997, scénario)